# 太田經子
太田 經子（おおた きょうこ、1928年8月15日 - 2008年12月2日）は、日本の小説家。
静岡県生まれ。東京府立第五高等女学校（現東京都立富士高等学校）卒。長与善郎、石川利光に師事、丹羽文雄の『文学者』や『女流』といった同人誌で小説を書く。1957年「渇き」が室生犀星に認められてデビュー。その後『小説宝石』などに官能小説を書く。1996年の『青眉の女』は高く評価された。一般に太田経子と書かれる。

## 著書
- 渇き 大日本雄弁会講談社 1957
- 罪ある女 この渇くもの 光書房 1958
- 惑い 小壷天書房 1959
- 黝い暦 講談社 1960
- ゆらめき スポーツニッポン社 1968
- ぼく十七歳 蒼のエロチカ グリーンアロー出版社 1975
- おとなの愛なら 本当の悦びに生きたい じゃこめてい出版 1977
- 肉環 グリーンアロー出版社 1980
- 乱れる 実業之日本社 1980 (Joy novels)
- 渇愛 長編官能小説 グリーンアロー出版社 1981
- 童貞キラー 実業之日本社 1982 (Joy novels)
- 女が満ちるとき 光文社 1982 のち文庫
- おんなの炎 双葉社 1983 (Futaba romans)
- 夜のフォーカス 実業之日本社 1984 (Joy novels)
- 牝猫チロの生涯 有楽出版社 1986
- 呼びかけて、愛 双葉社 1987（レディース文庫）
- 青眉の女 英泉秘画 講談社 1996 のち光文社文庫
- 無明の恋火 傑作時代小説 光文社文庫 2000